# 牡丹汽车
牡丹汽车股份有限公司是一家中国客运车辆制造企业。

## 历史
1975年，江苏省沙洲县乐余公社的46岁的宋连根，用卡车底盘手工打造出一辆客车（相当于现在的中巴车），由此创办了社队企业——“沙洲县乐余车辆修配厂”。年产十几辆旅行车和双排座轻卡。开始命名为“东风”，后来改为“牡丹”牌。1979年，乐余车辆修配厂受到县政府扶持，更名为“沙洲县乐余客车厂”，修建了新厂房，购置了专用设备，开始引进和培训技术人才。1983年夏天，上海市人民政府紧急购买30台牡丹客车，用于第五届全运会贵宾交通车，要求40天内交货；乐余客车厂38天赶出了30台。从此牡丹汽车引发社会关注，订单源源不断，宋连根也成为全国乡镇企业的榜样人物。1984年，牡丹MD621型旅行车、MDFYIAL型计划生育车通过省级鉴定。中央人民广播电台播放《牡丹到来满乡春》新闻，中央新闻纪录电影制片厂拍摄专题新闻《农民企业家宋连根》。1986年，沙洲县更名为张家港市，乐余客车厂也更名为“张家港市牡丹客车厂”。1994年，在集团化浪潮中，张家港市政府把牡丹客车厂与当地其他4家同类汽车改装企业——生产沙洲牌客车的沙洲客车厂、春洲厂、生产长飞牌客车的沙洲县通用机械厂、杜鹃厂联合组建了牡丹汽车集团，集团总部却设在了南丰镇的春洲客车厂，集团总经理也由原春洲客车厂厂长担任。
1998年3月，张家港市政府以资产换股的方式组建了“江苏牡丹汽车集团有限公司”。1998年9月，牡丹集团拿出二厂、三厂的资产，和当地其他5家企业成立了“牡丹汽车股份有限公司”，主营轻型和中型客车。
2001年12月，牡丹股份在香港交易所创业板上市。用3140万元的上市成本，融资1亿元。2001年、2002年盈利外，此后均报亏损。
2003年，一分厂改制，脱离牡丹集团，成立了“张家港市春洲旅行车有限公司”。
2005年3月，牡丹股份停牌。
2007年停产。2013年3月，牡丹被H股摘牌。
现在的官网称牡丹汽车拥有传统客车、新能源客车、警用装备、特种汽车、校车等5个品类，约30种车型。

## 画廊

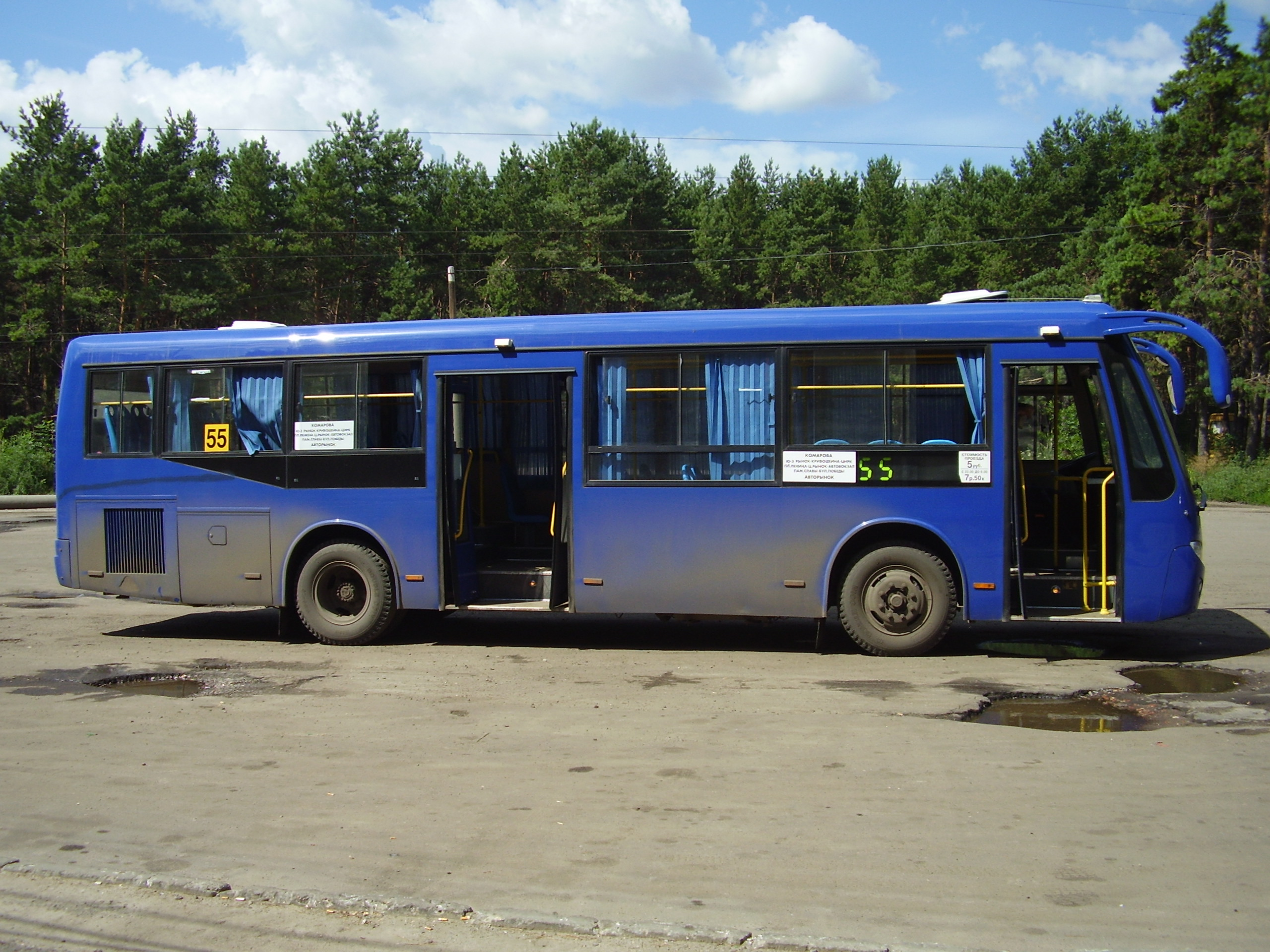
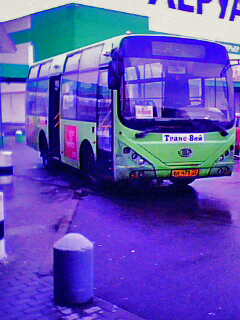
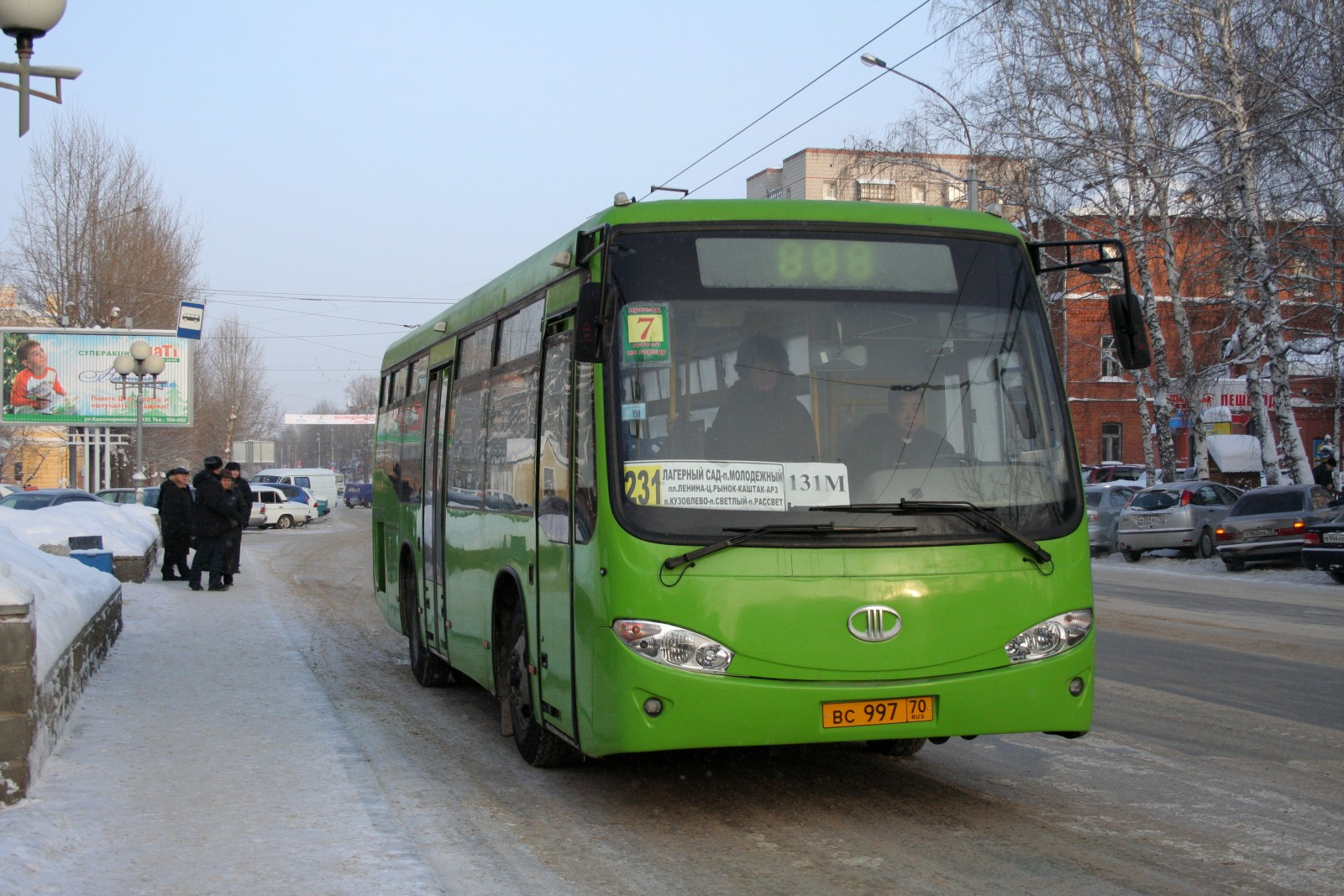
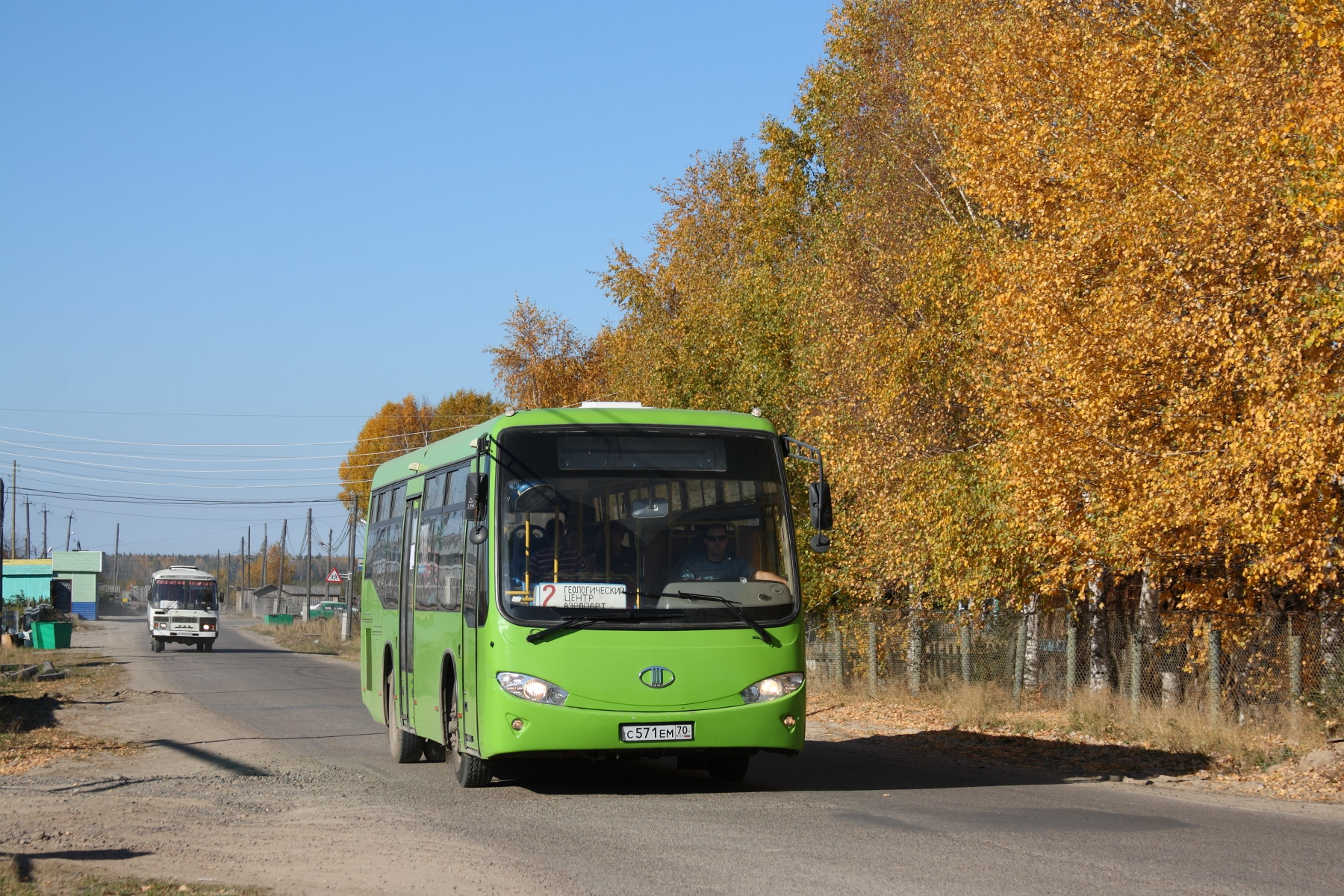